# Emiliano Tade
Emiliano Tade (Santiago del Estero, 3 de março de 1988) é um futebolista argentino que atua como atacante. Atualmente joga no Auckland United.

## Carreira
Nascido em Santiago del Estero, Emiliano estava estudando para se tornar advogado antes de se mudar para a Nova Zelândia. Sua carreira começou depois que Martín Pereyra, nadador argentino, sugeriu que Tade se torna-se jogador do Team Wellington, um clube semi profissional neozelandês. Ele ganhou o prêmio de homem da partida pelo Auckland City na final da ASB Charity Cup de 2012. Foi o artilheiro do Campeonato Neozelandês de 2013-14 , além de artilheiro da Liga dos Campeões da OFC de 2013–14, ambas artilharias jogando pelo Auckland, sendo campeão dos dois torneios.
Emiliano é o recordista de participações no Mundial de Clubes da FIFA, tendo participado junto com o Auckland City de sete edições consecutivas, de 2011 a 2017.
Emiliano também é o jogador com mais gols (131) e o segundo com mais jogos (193) pelo Auckland City, tendo uma média de participação em gols de 0,98 por partida.

## Títulos
Mamelodi Sundowns
- Campeonato Sul-Africano (1): 2018-19

Auckland City
- Campeonato Neozelandês (Grande Final) (5): 2013-14, 2014-15, 2017-18, 2019-20, 2021-22
- Campeonato Neozelandês (Temporada Regular) (8): 2011-12, 2013-14, 2014-15, 2015-16, 2016-17, 2017-18, 2019-20, 2020-21
- ASB Charity Cup (4): 2011-12, 2013-14, 2015-16, 2016-17
- Liga dos Campeões da OFC (6): 2011-12, 2012-13, 2013-14, 2016, 2017, 2022
- Copa dos Presidentes da OFC (1): 2014

### Artilharias
Auckland City
- Liga dos Campeões da OFC de 2013–14: 6 gols
- 2013: 17 gols
- Copa dos Presidentes da OFC: 4 gols
- Liga dos Campeões da OFC de 2018: 8 gols

- 2017: 18 gols